# Raymond Aron
Raymond Aron (París, 14 de marzo de 1905-17 de octubre de 1983) fue un filósofo, sociólogo y politólogo francés.

## Trayectoria
La filosofía de la historia y de la sociología alemana fueron los temas que más le interesaron desde que era joven. Analizando estos temas fue consciente de la arbitrariedad de la historia por lo que llega a la conclusión de la dificultad para hablar de "objetividad histórica". Dentro de esta misma línea de pensamiento establece que lo que más se podría acercar a la objetividad es la metodología para el estudio de esta disciplina. Fue uno de los grandes analistas de la sociedad actual y de la actuación de los intelectuales de izquierda. Trabajó estrechamente con Charles de Gaulle.

## Biografía
Raymond Claude Ferdinand Aron provenía de una familia judía y de origen adinerado por parte de sus dos progenitores. Sus padres fueron Gustave Émile Aron (1870-1934) y Suzanne Levy (1877-1940). Su abuelo materno, Léon Levy, era propietario de una fábrica textil en el norte de Francia. Su familia paterna procedía de Lorena, donde estaba establecida desde finales del siglo XVIII. Su abuelo paterno, Isidore (conocido como Ferdinand) Aron, era mayorista textil en Rambervillers, luego Nancy (Lorena). Uno de sus tíos abuelos paternos, Paul Aron, era el padre de Max Aron, médico biólogo de la Facultad de Medicina de Estrasburgo. Fernando, el abuelo paterno de Raymond, predijo una gran carrera para Raymond cuando nació. Gustave Aron se negó a hacerse cargo del negocio familiar y realizó brillantes estudios de derecho; publicó obras jurídicas, pero habiendo obtenido sólo el segundo lugar en la agregación de derecho mientras solo se le había asignado un puesto, abandonó la perspectiva de enseñar en la universidad y se convirtió en profesor de derecho en la École normale supérieure de París-Saclay. Dejó de trabajar a principios del siglo XX, vivió de la herencia familiar e hizo construir una casa en Versalles en 1913-1915 con una pista de tenis. La familia Aron regresó entonces a París Después de la guerra, Gustave Aron invirtió en la bolsa, pero su fortuna se perdió debido a la crisis económica de 1929 y se vio obligado a volver a trabajar Murió en 1934 de un infarto.· La madre de Raymond murió en junio de 1940 en Vannes.
Esta fortuna familiar desaparecida había permitido a los tres hijos de Aron llevar una vida cómoda y recibir una buena educación. El hermano mayor de Raymond, Adrien Aron (1902-1969), estudió en el liceo de Hoche y continuó con una clase superior de matemáticas y una licenciatura en derecho, pero le atraía más la vida fácil y se convirtió en un gran jugador de tenis y de bridge y llevó la vida de un “gran apostador”, a diferencia de Raymond y para gran disgusto de su padre. Antes del nacimiento de Adrien, la madre había dado a luz a un niño muerto. Después de Raymond vino un tercer hijo, Robert Aron, que se licenció en Derecho y Filosofía, publicó un estudio sobre Descartes y Pasca y, tras su servicio militar, entró en la administración del Banco de París y de los Países Bajos (que en 1982 se convirtió en Paribas, que luego fue comprada en 2000 por BNP para formar BNP Paribas), según algunos agradecimientos a Raymond, que jugaba regularmente al tenis con su director.
Raymond Aron estudió en el liceo Hoche de Versalles, donde obtuvo el bachillerato en 1922. Fue alumno de khâgne en el liceo Condorcet (París) de octubre de 1922 a 1924,· luego fue admitido en la École normale supérieure de la rue d'Ulm.
En 1930 Aron recibe el doctorado en Filosofía de la Historia en la École Normale Supérieure. En 1939, cuando comenzó la Segunda Guerra Mundial, daba clase de Filosofía social en la Universidad de Toulouse, pero dejó la Universidad y se alistó en la fuerza aérea. Cuando Francia fue derrotada, se exilió en Londres y se alistó en las Fuerzas de liberación francesas y, entre 1940 y 1944 fue redactor jefe del periódico La France Libre (Francia libre) publicado en Londres. Con el fin de la guerra, regresó a París para enseñar Sociología en la École Nationale d'Administration (1945-1947) y en el Institut d'études politiques de París (1948-1954).
Comienza su carrera como comentarista e influyente columnista en 1947 en Le Figaro y tras treinta años en L'Express. A partir de 1958 es profesor en la Facultad de Letras y Ciencias humanas de la Sorbona de París. Colaboró también entre 1968 y 1972 con la radio Europe número 1 y entre 1970 y 1983 fue profesor de Sociología de la Cultura moderna en el Colegio de Francia también en París. Fue presidente de la Academia de Ciencias Morales y Políticas de Francia.
En 1978 fundó Commentaire, una revista trimestral de ideas y debate, junto con Jean-Claude Casanova, quien fue el director.

## Pensamiento
En palabras de Edward Shils, Aron pasó de ser un abierto socialista en su juventud a convertirse en "el más persistente, el más severo y el más culto crítico del marxismo y del orden social socialista —o más precisamente comunista— del siglo XX". Pero ese tránsito no fue una renuncia sino que pensaba que los ideales que realmente han de abrazarse son aquellos que se pueden alcanzar sin destruir lo que se pretende defender.
Estimaba Aron que la sabiduría política estaba en tener la capacidad de escoger la mejor forma de actuar aun cuando la óptima no estuviera disponible, como sucede siempre. “Nadie dice nunca la última palabra”, insistía, “y no podemos juzgar a nuestros adversarios como si nuestra propia causa estuviera identificada con la verdad absoluta.”
Aron se refería al “Mito de la Revolución” (como el “Mito de la Izquierda” y el “Mito del Proletariado”) y sostenía que resultaba tan seductor precisamente por su atractivo poético: inducía la ilusión de que "todo es posible", de que todo puede ser completamente transformado en el fiero crisol de la actividad revolucionaria. Combinar la doctrina de la inevitabilidad histórica con el Mito de la Revolución era una receta para la tiranía totalitaria. 
Se definía como reformista en contraposición al revolucionario, ya que el reformista reconoce que el verdadero progreso es contingente, parcial e imperfecto. Es contingente porque depende de la iniciativa individual y puede echarse a perder; es parcial porque los ideales nunca se pueden conseguir todos al mismo tiempo sino sólo un vacilante paso tras otro; e imperfecto porque el recalcitrante carácter de la realidad —incluyendo la turbulenta realidad de la naturaleza humana— garantiza los errores, las frustraciones, las imperfecciones y la simple perversidad.
Mantenía su oposición al comunismo porque "El comunismo es una versión degradada del mensaje occidental. Retiene su ambición de conquistar la naturaleza y mejorar el destino de los humildes pero sacrifica lo que fue y tiene que seguir siendo el corazón mismo de la aventura humana: la libertad de investigación, la libertad de controversia, la libertad de crítica, y el voto."
Defendía la libertad y la razón frente al totalitarismo político e intelectual y el fundamentalismo. Frente a este último proponía como mecanismo de defensa el escepticismo, pero con cuidado de no caer en la indiferencia para no llegar finalmente al nihilismo que consideraba profundamente negativo.
Aron reivindica las leyes propias del conocimiento en oposición a las actitudes deterministas y dogmáticas. Desde esta perspectiva, considera que dada la enorme complejidad de los fenómenos políticos, estos deben ser analizados sin caer en actitudes reduccionistas, visiones binarias o falsos moralismos. Como Max Weber, Aron considera que la realidad no puede ser aprehendida de manera global y las verdades en economía, en sociología y en ciencia política siempre son parciales y reflejan tan sólo una parte de la complejidad social.
En la extensa obra literaria de Aron se aborda una amplia gama de temas que van desde el estudio de los clásicos de la filosofía, la sociología y la ciencia política, a las reflexiones sobre la guerra y la paz, al análisis sobre el papel de los intelectuales y al diagnóstico de la sociedad industrial. Una de las cualidades más notables de la obra no es tanto su extensión como su independencia en relación con los paradigmas reinantes en el mundo cultural y universitario de la segunda posguerra, dominado por un pensamiento de corte marxista y a favor de las políticas de la Unión Soviética. No gozó de la popularidad de Jean-Paul Sartre, con el que compartió formación en los años veinte en la École Normale Supérieure.
"El marxismo es un elemento esencial del opio de los intelectuales porque su doctrina de la inevitabilidad histórica lo aísla de poder ser rectificado por algo tan trivial como la realidad de los hechos"

## Aron y el totalitarismo
Recogiendo la teoría del totalitarismo de Hannah Arendt, propone la siguiente definición:
«Me parece que los cinco elementos principales son:
- El fenómeno totalitario se produce en un régimen que otorga el monopolio de la actividad política a un solo partido.
- El partido monopolista está animado o armado con una ideología a la que le confiere una autoridad absoluta y que, por tanto, se convierte en la verdad oficial del Estado.
- Para difundir esta verdad oficial, el Estado se reserva a su vez un doble monopolio, el monopolio de los medios de fuerza y el de la persuasión. Todos los medios de comunicación, radio, televisión, prensa, son dirigidos y controlados por el Estado y aquellos que lo representan.
- La mayoría de las actividades económicas y profesionales están sujetas al Estado y se convierten, en cierto modo, en parte del propio Estado. Dado que el Estado es inseparable de su ideología, la mayoría de las actividades económicas y profesionales son condicionadas por la verdad oficial.
- Todo es ahora actividad del Estado y cualquier actividad está sujeta a la ideología, una falta cometida en una actividad económica o profesional es a la vez un fallo ideológico. Por lo tanto, el punto final es la politización, una transfiguración ideológica de todos los posibles fallos de los individuos y, por último, un terror tanto policial como ideológico. [...] El fenómeno es perfecto cuando todos estos elementos están juntos y completamente cumplidos.»

## Aron y Sartre
A menudo se ha opuesto a Sartre y Aron. El primero siempre a la vanguardia de los acontecimientos, "progresista" e insertado en la "lucha revolucionaria". El segundo dedicado al análisis del nuevo curso de la historia, sin sacrificar los patrones, en retrospectiva, un sociólogo o historiador que no quiere ser ni doctrinario ni moralista, sino libre y sin relación con ninguna "escuela de pensamiento ".
Del clima intelectual envenenado de la Francia de la posguerra es un ejemplo el aforismo del escritor y periodista Jean Daniel, que decía: "Mejor estar equivocado con Sartre que en lo cierto con Aron."

## Aron y la CIA
En junio de 1950 se fundó en Berlín el Congreso por la Libertad Cultural. Hasta 1967, cuando se reveló la financiación de esta organización por parte de la CIA, Aron, cofundador, fue miembro suplente de su comité ejecutivo. La revista Preuves, también financiada en secreto por la CIA, es un foro para Aron. En sus Memorias afirma no haber tenido conocimiento de la financiación por parte de la CIA y subraya que probablemente no la habría tolerado si la hubiera sabido, pero no quiere negar su participación y contrasta la libertad de la que disfrutó con la disciplina de los miembros de organizaciones comunistas. Aron fue invitado a la Universidad de Harvard para dar un curso y recibió un salario de 10.000 dólares. En 1966, De Gaulle se opuso a su nombramiento para el Comité de los 12 Sabios.. Este comité  era un comité científico francés creado el 29 de noviembre de 1958 en sustitución del Consejo Superior de Investigaciones Científicas entonces encabezado por Henri Longchambon.

## Algunas obras
- El hombre contra los tiranos (1944)
- Las guerras en cadena (1951)
- El opio de los intelectuales (1955), Página Indómita, Barcelona, 2018. Consultar la obra en línea.
- Dimensiones de la conciencia histórica (1961), Página Indómita, Barcelona, 2017. Consultar la obra en línea.
- Paz y guerra entre las naciones (1962)
- Dieciocho lecciones sobre la sociedad industrial (1965, Seix Barral)
- Democracia y totalitarismo (1965), Página Indómita, Barcelona, 2017. Consultar la obra en línea.
- Las etapas del pensamiento sociológico II (1967)
- La Révolution introuvable. Réflexions sur la révolution de mai (1968)
- Progreso y Desilusión, La dialéctica de la sociedad moderna (1968)
- De una Sagrada familia a la otra. Ensayos sobre los marxismos imaginarios (1969)
- La libertad, ¿liberal o libertaria? (1972), Página Indómita, Barcelona, 2018. Consultar la obra en línea.
- Estudios políticos (1972)
- La República Imperial (1973)
- Pensar la guerra: Clausewitz (1976)
- El observador comprometido. Conversaciones con Jean-Louis Missika y Dominique Wolton (1981), Página Indómita, Barcelona, 2019. Consultar la obra en línea.
- Memorias (1983)
- Los últimos años del siglo (1984)
- Introducción a la filosofía política. Democracia y revolución (1997), Página Indómita, Barcelona, 2015. Consultar la obra en línea.
- El marxismo de Marx (2002). Siglo XXI, Madrid, 2010.
- Libertad e igualdad (2013). Página Indómita, Barcelona, 2021.